# Crassula multicava
Crassula multicava är en fetbladsväxtart som beskrevs av Lem.. Crassula multicava ingår i släktet krassulor, och familjen fetbladsväxter.

## Underarter
Arten delas in i följande underarter:
- C. m. floribunda
- C. m. multicava

## Bildgalleri

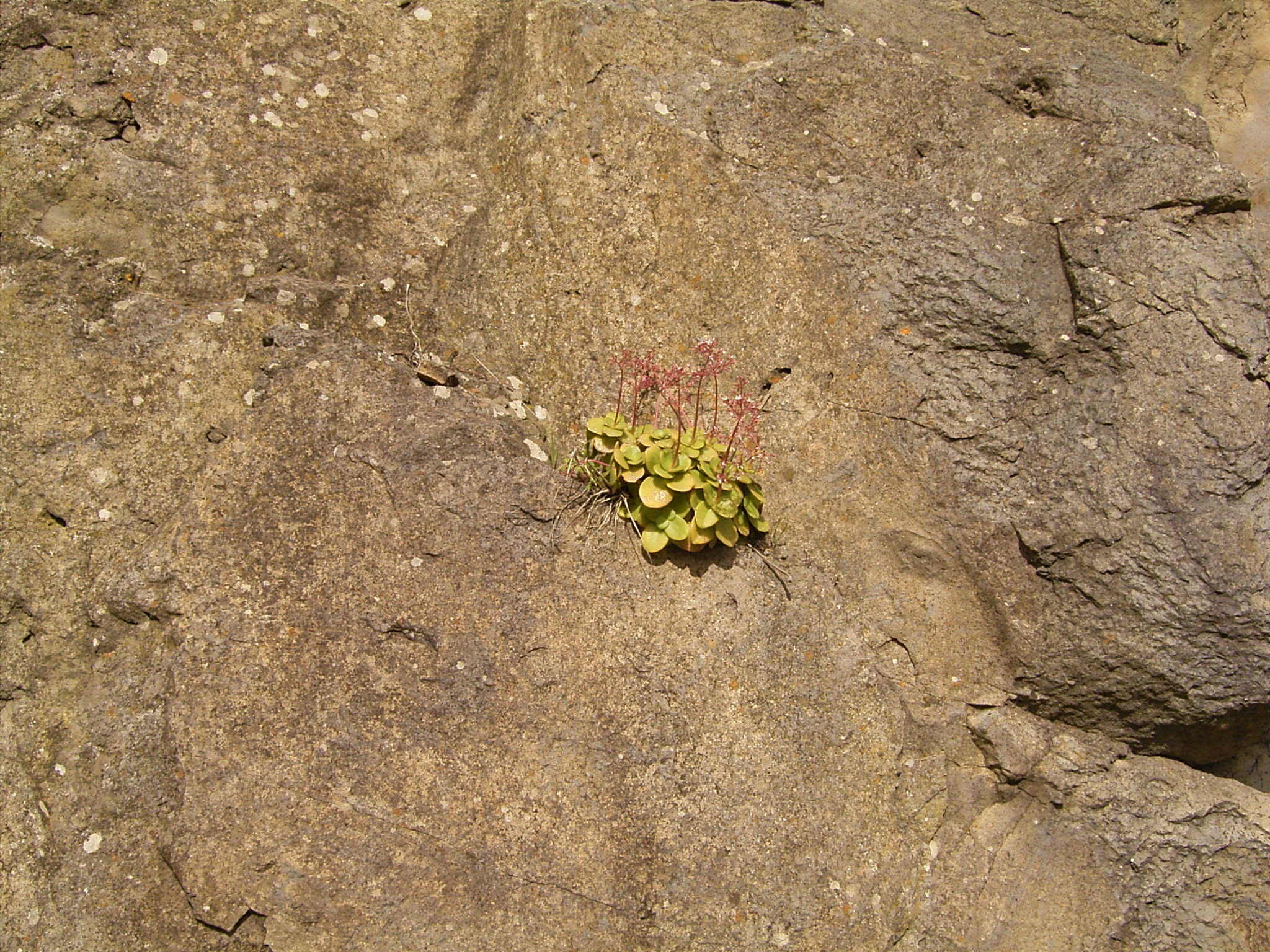
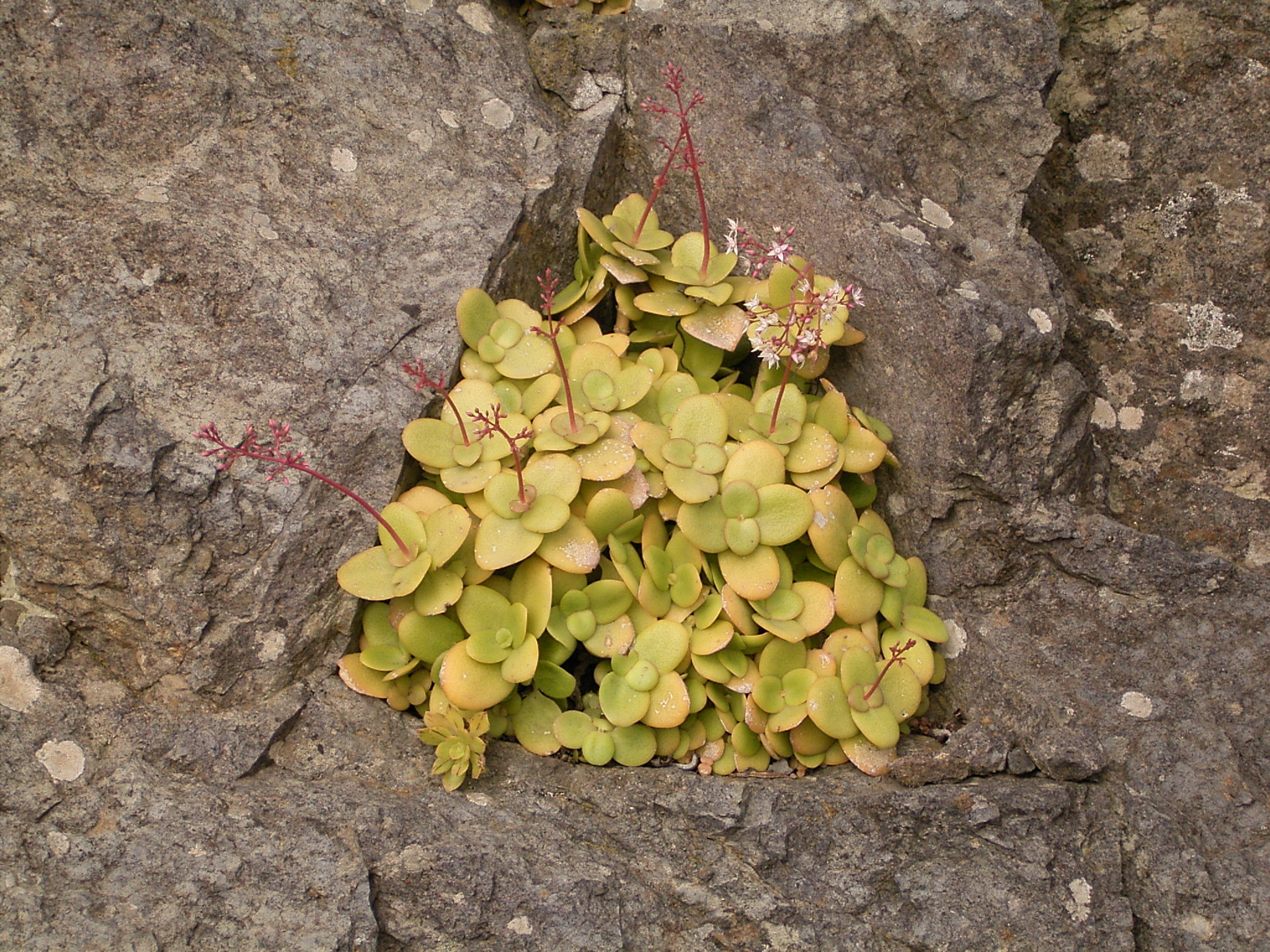
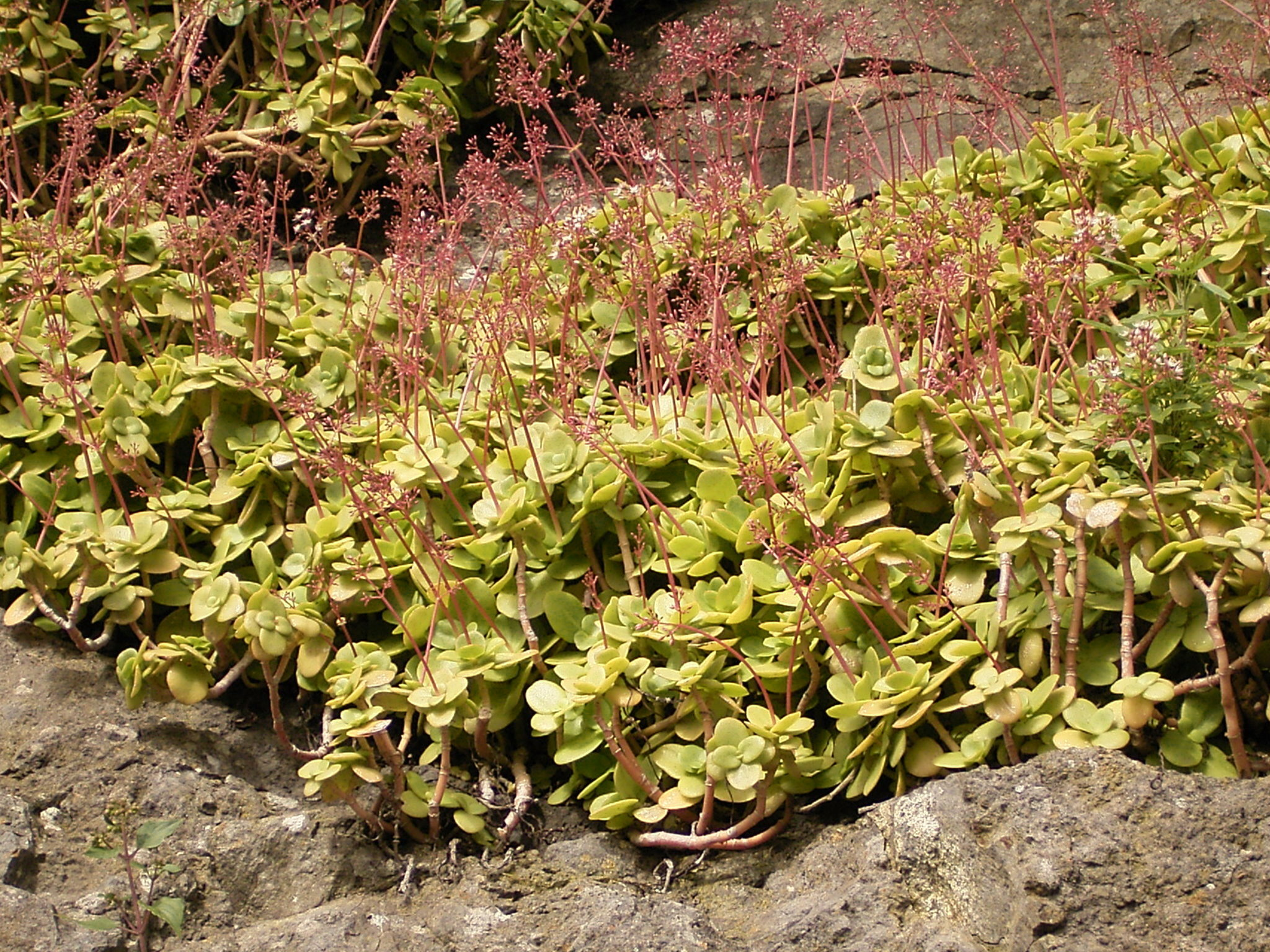
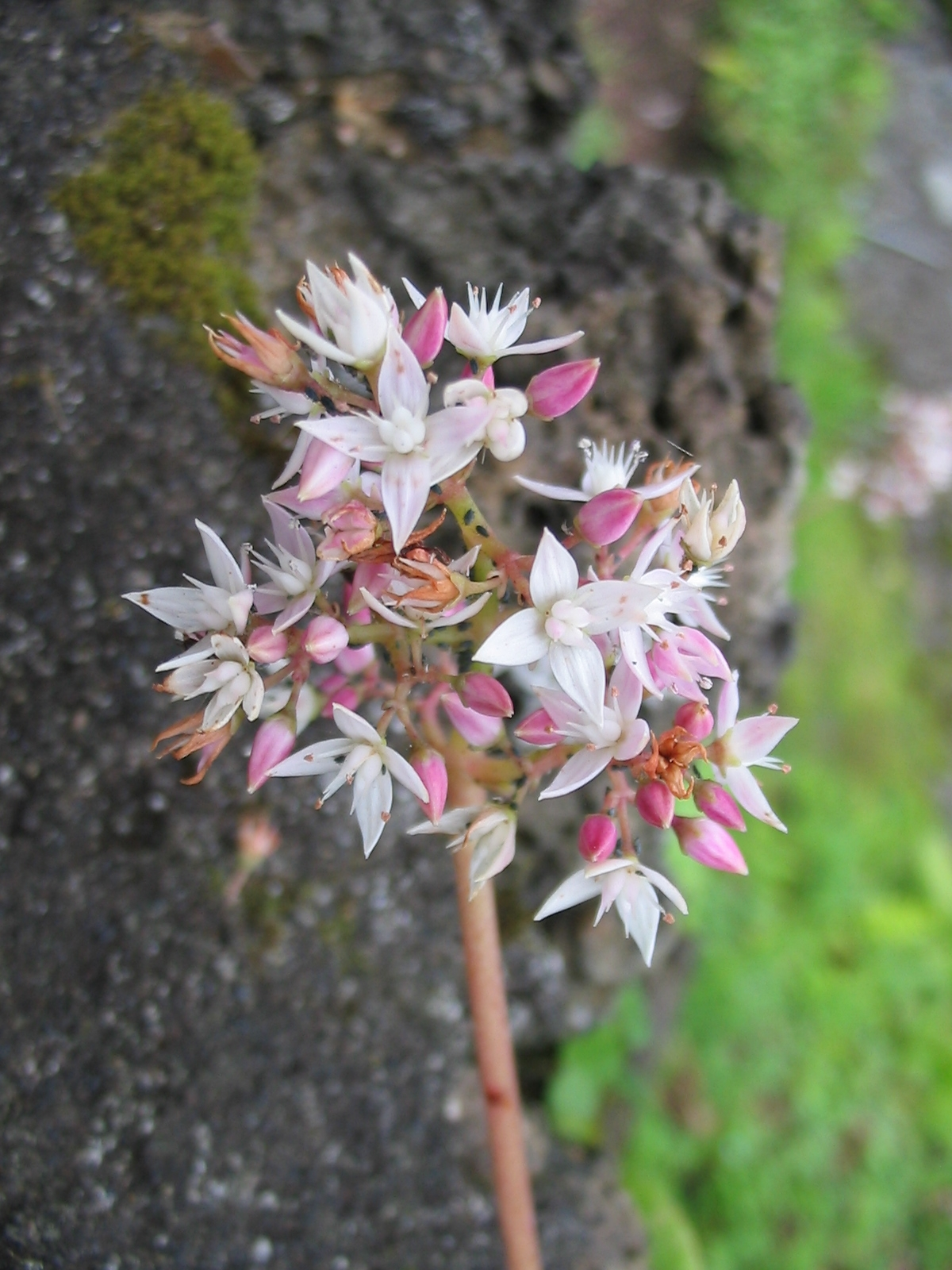
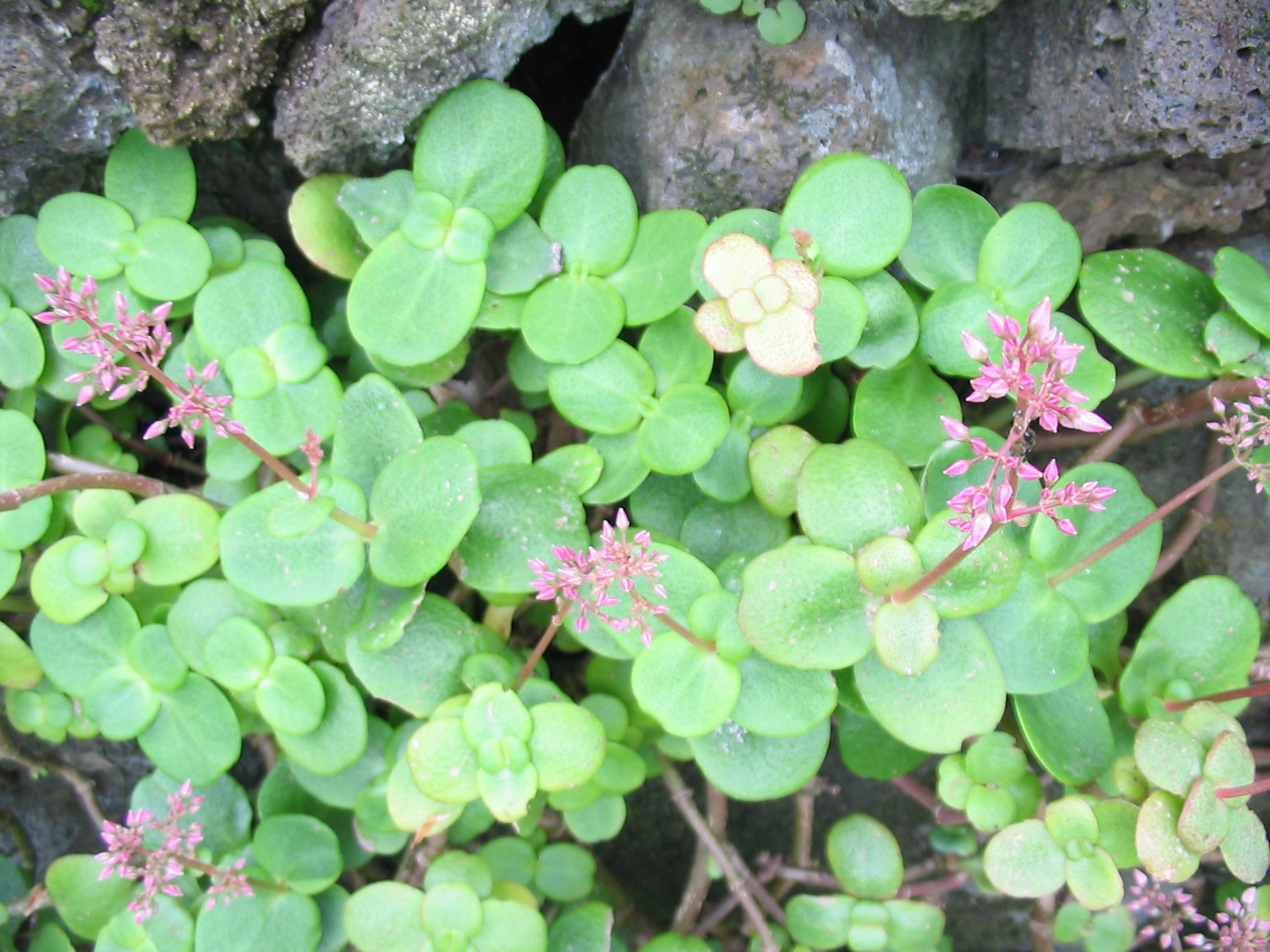
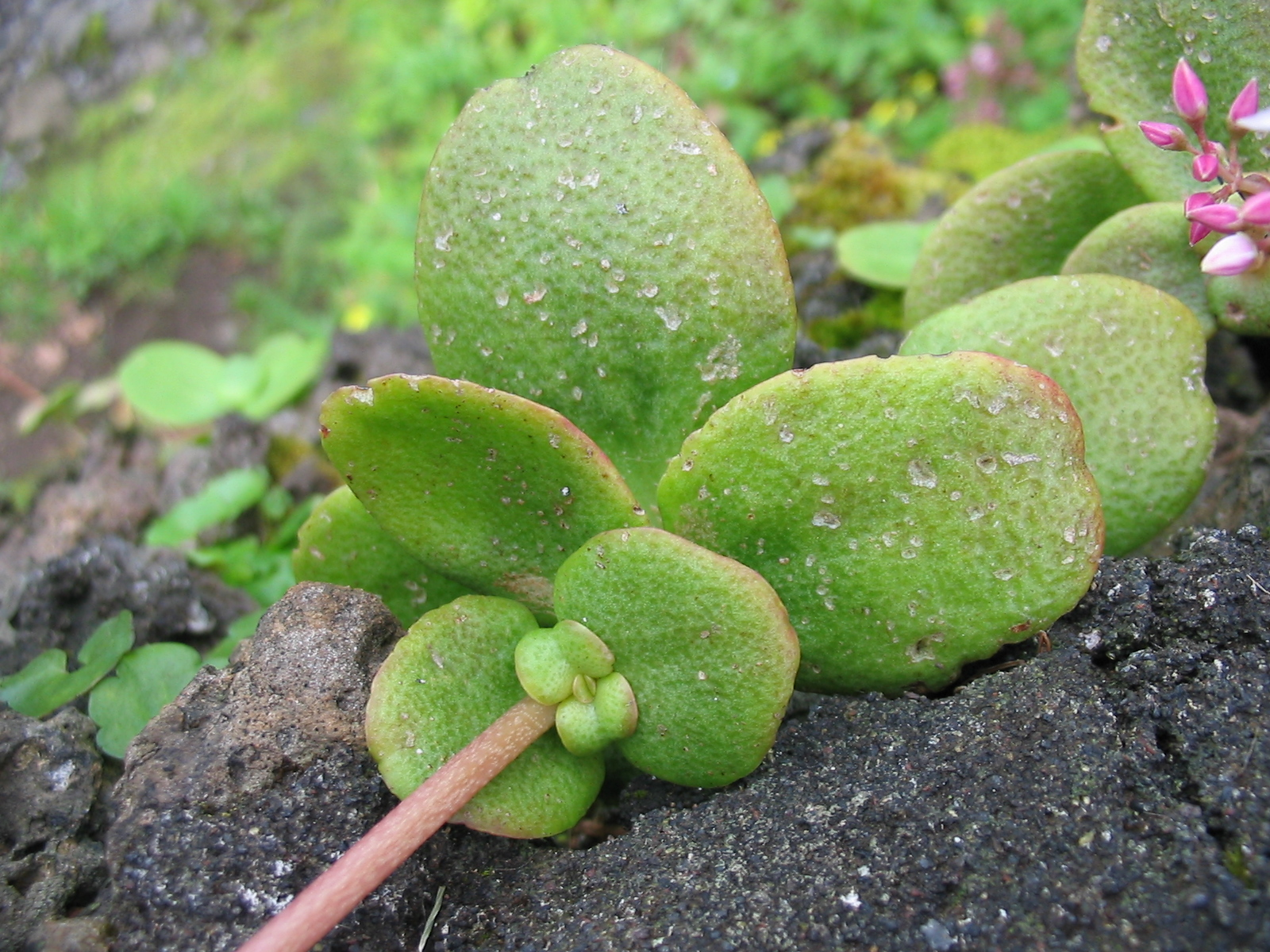